# 3人のキリスト
『3人のキリスト』（原題：Three Christs）は、2017年制作のアメリカ合衆国の映画。
アメリカ合衆国の社会心理学者ミルトン・ロキーチが、1959年から1961年にかけて自分のことをキリストだと信じる3人の妄想型統合失調症患者に対して行った心理学的実験をまとめた研究書『イプシランティの3人のキリスト』（The Three Christs of Ypsilanti、1964年発表）を基に映画化。ジョン・アヴネット監督、リチャード・ギア主演。日本では劇場未公開。

## キャスト
※括弧内は日本語吹替。
- アラン・ストーン医師：リチャード・ギア（原康義）
- ジョセフ：ピーター・ディンクレイジ（多田野曜平）
- レオン：ウォルトン・ゴギンズ（竹田雅則）
- クライド：ブラッドリー・ウィットフォード（石原辰己）
- ルース：ジュリアナ・マルグリーズ（野沢由香里）
- ベッキー：シャーロット・ホープ（清水理沙）
- オーバス医師：ケヴィン・ポラック（中務貴幸）
- ロジャース医師：スティーヴン・ルート（蓮岳大）
- エイブラムス医師：ジェーン・アレクサンダー（塙英子）
- フランシスコ：ジュリアン・アコスタ（佐々木拓真）
- ベニー：ジェームズ・モンロー・アイグルハート（ボルケーノ太田）
- モリー：リプリー・ソーボ（下田屋有依）